# 科尔塞勒费里耶尔
科尔塞勒费里耶尔（法語：Corcelles-Ferrières，法語發音：[kɔʁsɛl fɛʁjɛʁ]）是法国杜省的一个市镇，属于贝桑松区。

## 地理
科尔塞勒费里耶尔（47°13'38"N, 5°48'35"E）面积2.25 平方千米，位于法国勃艮第-弗朗什-孔泰大區杜省，该省份为法国东部内陆省份，北起上索恩省，西接汝拉省，东部及东南部与瑞士接壤，东北部与贝尔福地区省接壤。
与科尔塞勒费里耶尔接壤的市镇（或旧市镇、城区）包括：拉韦尔奈、费里耶尔莱布瓦。

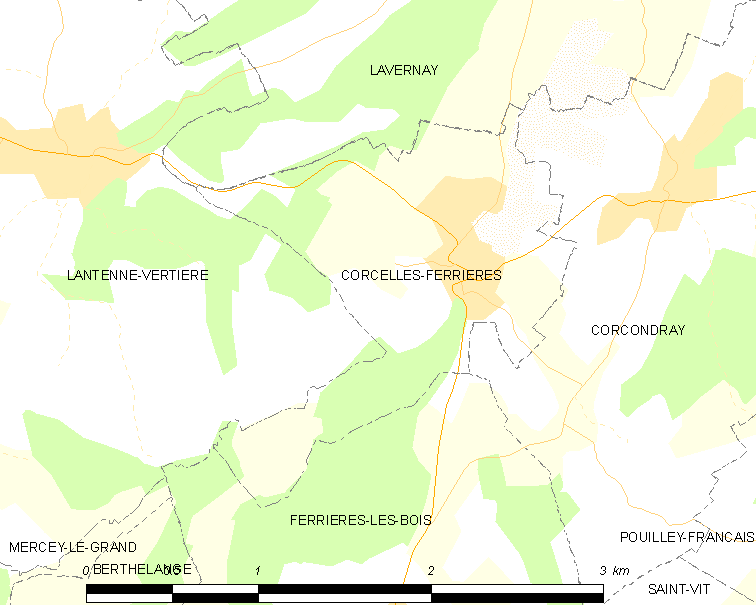
科尔塞勒费里耶尔的OSM定位图

科尔塞勒费里耶尔的时区为UTC+01:00、UTC+02:00（夏令时）。

## 行政
科尔塞勒费里耶尔的邮政编码为25410，INSEE市镇编码为25162。

## 政治
科尔塞勒费里耶尔所属的省级选区为圣维特县。

## 人口

1962-2008年间科尔塞勒费里耶尔人口变化图示

科尔塞勒费里耶尔于2022年1月1日时的人口数量为214人。